# Giovannino de’ Grassi
Giovannino de’ Grassi (* 1340er-Jahre in Mailand; † 6. Juli 1398) war ein italienischer Maler, Buchmaler, Bildhauer und Baumeister der Spätgotik, einer der Begründer und Hauptvertreter des sogenannten „Weichen Stils“ (synonym auch: „Internationaler Stil“, „Schöner Stil“), der in der Lombardei unter der Regentschaft der Visconti sein Zentrum und seine Hochblüte hatte (daher auch „Mailänder Schule der Spätgotik“ genannt).

## Leben

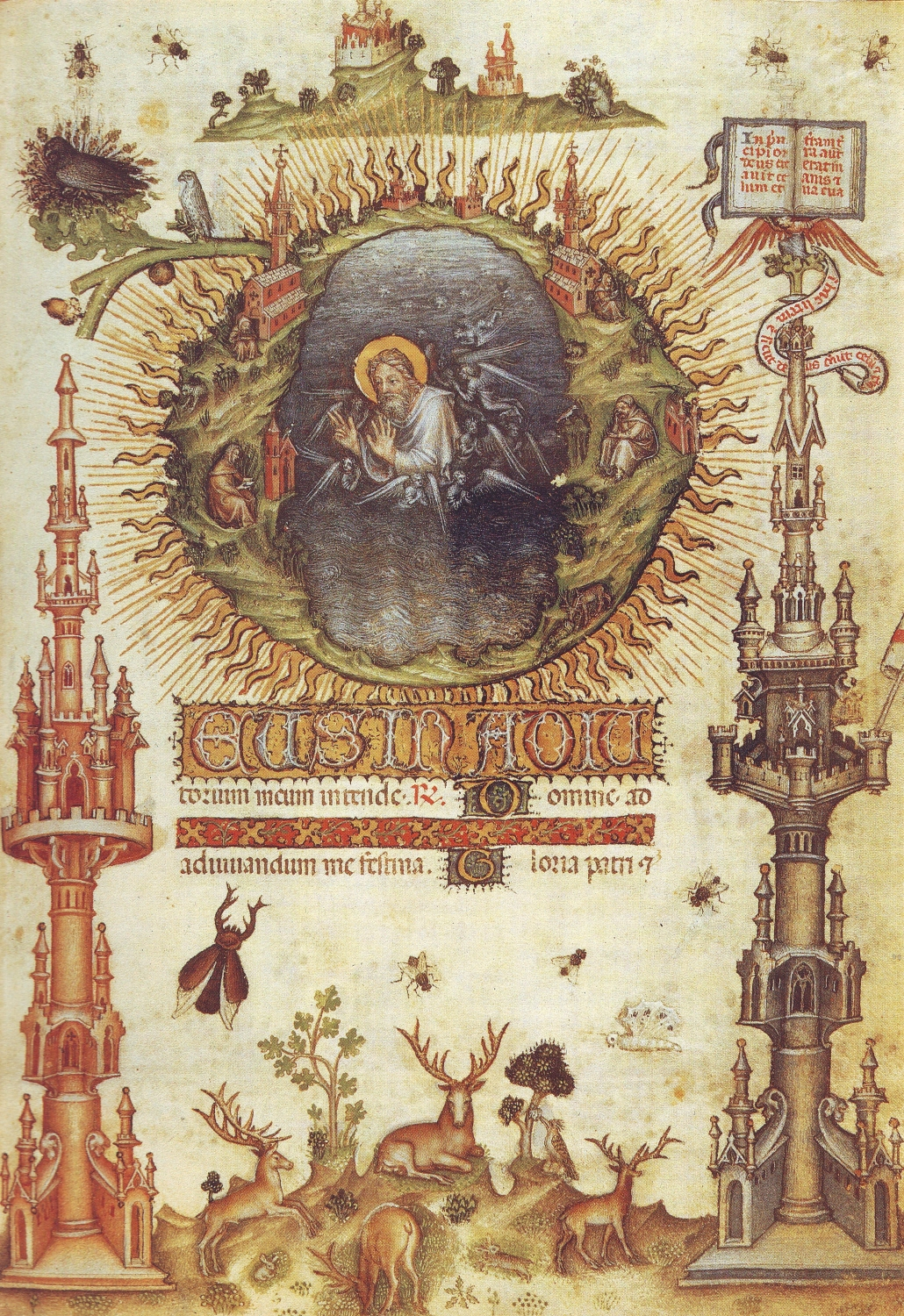
„Die Ewigkeit und die Einsiedler“. Miniatur aus dem Stundenbuch des Gian Galeazzo Visconti. Original in der Biblioteca Nazionale di Firenze

Das Geburtsjahr von Grassi ist nicht genau bekannt. Er war ein Schüler von Giotto di Bondone (* um 1266; † 1337) und Taddeo Gaddi (* um 1300; † 1366). Zunächst war Grassi in Florenz, später in Mailand tätig. Er war in vielen bildenden Künsten begabt, weshalb wohl die in Mailand residierenden Visconti auf ihn aufmerksam wurden. Seine Tätigkeit als Künstler am Hof der Visconti ist ab 1389 belegt.
Seine Position am Hofe ermöglichte es ihm, mit den Werken zeitgenössischer Künstler an den Höfen in ganz Europa und den Baumeistern der bedeutendsten Kathedralbauten (neben Padua und Bologna auch Paris, Dijon, Straßburg, Ulm und Prag) stets eng vertraut zu sein. Stilistische Bezüge seines Werkes zu anderen Zentren höfischer Kunst in Europa, insbesondere ein direkter Einfluss des Französischen und Rheinischen auf die Gestaltung der am Hof der Visconti entstandenen Manuskriptminiaturen, sind erkennbar. Grassi entwickelte in diesem Rahmen jedoch eine ganz eigene Stilausprägung.

### Miniaturenmaler
Am bekanntesten ist Grassi als Maler und Entwerfer. Er beherrschte meisterhaft die naturalistisch genaue Wiedergabe beobachteter Details, wie sie charakteristisch für die italienische Spätgotik ist und im restlichen Europa seinerzeit außergewöhnlich war. Unter Einsatz transparenter und intensiver Farben, von einem etwas gedämpften, eher diffusen Licht beleuchtet, schuf er märchenhaft anmutende Landschaften mit hochnaturalistischen Szenerien. Über die formalen Ziele der hochgotischen Kunstsprache hinaus, strebte die an den norditalienischen Fürstenhöfen im späten 14. Jahrhundert entstandene und besonders im frühen 15. Jahrhundert aufblühende überregionale (daher auch „Internationale Gotik“ genannte) Kunstrichtung durch intensive Naturstudien eine malerische Umsetzung der beobachteten Dinge an. Neben Giovannino de’ Grassi sind als Begründer und Hauptvertreter Stefano da Verona, Gentile da Fabriano und zeitlich zuletzt Antonio Pisanello zu nennen. Zu den hervorragendsten lombardischen Malern dieser Periode zählen neben Giovannino de’Grassi Michelino da Besozzo und insbesondere Giovanni da Milano.

### Bildhauer und Baumeister
Grassi war als Zeichner und Bildhauer sowie als Planer und (beratender) Baumeister auch beim Bau des Mailänder Domes beteiligt, der 1386 durch den Herzog Gian Galeazzo Visconti veranlasst wurde. 1389 wird Grassi erstmals als Maler an der Kathedrale erwähnt. 1391 wird er als campomaestro (Meister im Verband der Dombauhütte) bezeichnet, also etwa gleichzeitig wie die dort tätigen französischen Bildhauer und Architekten. Über seine Aktivitäten ist jedoch wenig bekannt. Es sind Entwurfszeichnungen für Fensterumrahmungen und Kapitelle erhalten. Ein marmornes „Schmerzensmann“-Basrelief (Jesus am Kreuz) aus dem Jahr 1396 in der südlichen Sakristei wird ihm zugeschrieben (alternativ Giovanni di Fernach, der dort 1387–1393 nachweisbar ist). Grassi war zudem Berater beim Bau der Kathedrale von Pavia. Außerdem werden ihm der Hauptaltar der Basilika Sant’Eustorgio in Mailand und der alte Marmoraltar der Kirche San Michele Maggiore in Pavia zugeschrieben.

## Miniaturen

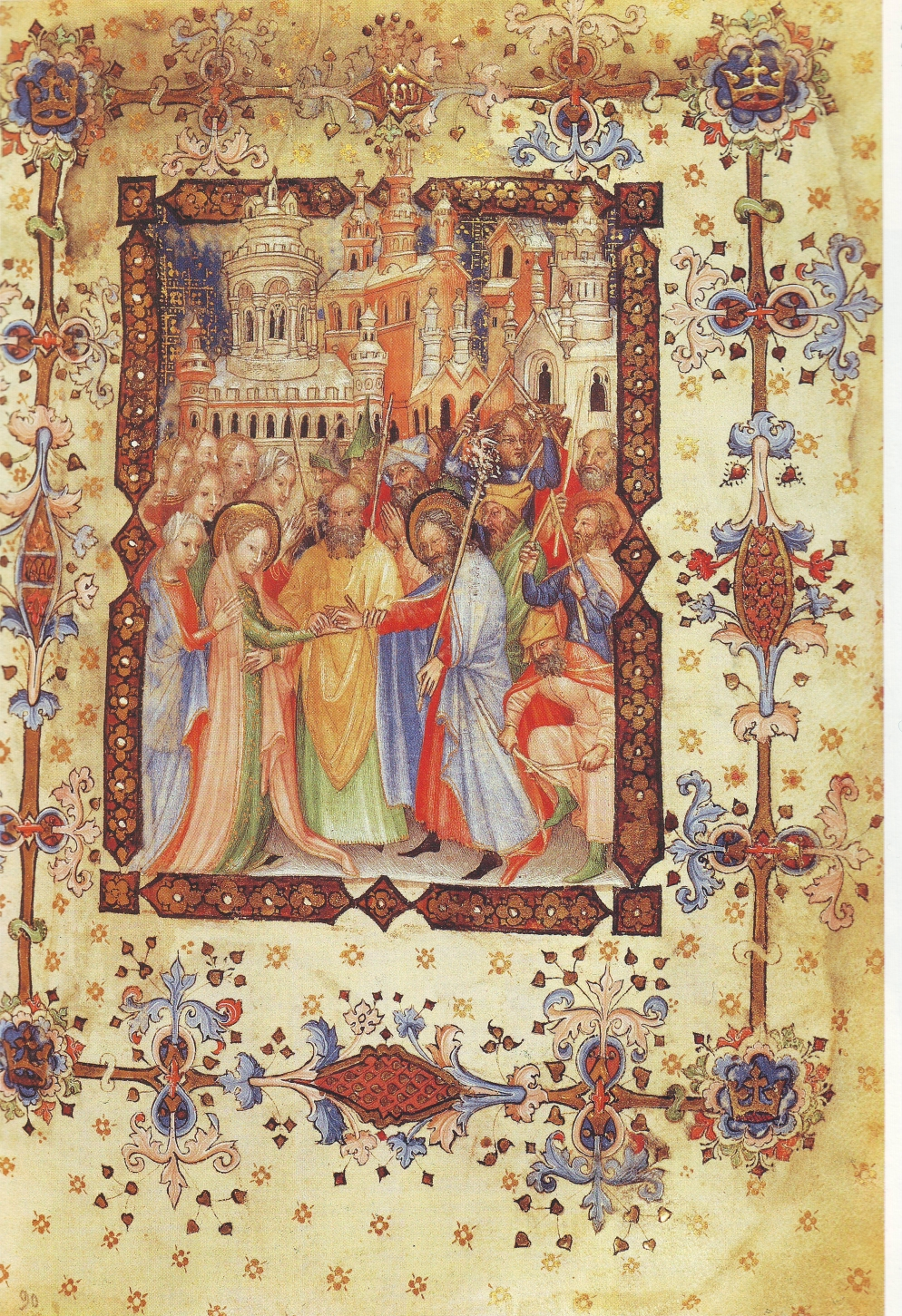
„Die Verheiratung der Jungfrau“. Miniatur aus dem Stundenbuch des Gian Galeazzo Visconti. Original in der Biblioteca Nazionale di Firenze

### Stundenbuch der Visconti
Im Vorgriff auf seine Ehe mit Maria von Aragon beauftragte Gian Galeazzo Visconti Giovannino de’ Grassi, fast fünfzig Miniaturen für ein illustriertes Stundenbuch (Gebetbuch) der Familie Visconti (italienisch: Uffiziolo Visconti) zu fertigen. Grassi begann unter Mitarbeit seines Sohnes Salamone ab 1370 mit der Arbeit, starb jedoch nach Gestaltung der ersten Seiten, so dass die Gestaltung zunächst von Mitarbeitern seines Ateliers fortgesetzt wurde. Jedoch starb wenige Jahre später (1402) auch der Auftraggeber und Finanzier noch vor Vollendung des Werkes. Daher wurden die Arbeiten am Buch zunächst eingestellt. Erst nachdem der Sohn von Giangaleazzo, Filippo Maria, zum Herzog ernannt worden war, wurde es 1412 von Luchino Belbello aus Pavia fertiggestellt.
Das heute zwei Bände umfassende Prachtwerk (die Miniaturen sind alle mit Gold verziert) war zunächst als ein Band gedacht. Die Auftrennung in die heute bestehenden zwei Teilbände (Band 1: 302 Seiten im Format 247 × 175 mm, Band 2: 334 Seiten im Format 250 × 179 mm) rührt wahrscheinlich daher, dass Grassis Mitarbeiter den Buchschmuck nicht fertiggestellt haben. Aufgrund von Untersuchungen der Heftlöcher nimmt man an, dass die beiden Teile auch nie zusammengebunden waren. Während also die Miniaturen im ersten Band aus der Hand Grassis bzw. seiner Mitarbeiter stammen, schuf Belbello in seinem eigenen Stil die des zweiten Bandes. Insbesondere das unter Verwendung kräftiger Grün-, Blau- und Purpurtöne entstandene sogenannte „Marienoffizium“ zählt hierbei zu den bemerkenswertesten Motiven.
Das Stundenbuch wird als bedeutendstes seiner Art in Italien angesehen. Es wird heute in der Nationalbibliothek Florenz aufbewahrt (Signaturen: Banco Rari 397 und Landau Finaly 22).

### Musterbuch
Grassi hinterließ außerdem ein Musterskizzenbuch (auch Codex genannt, italienisch: Taccuino di disegni, entstanden 1398) mit rund 77 Zeichnungen und Malereien auf 62 Seiten aus Ziegenpergament.
Das Werk enthält auf fünf Blättern auch ein gotisches Buchstabenalphabet, dessen 24 Zeichen aus menschlichen und tierischen Figuren zusammengesetzt sind (u. a. Musikanten, Engel, Löwen, Stiere). Bildbuchstaben bzw. Menschenalphabete sind ein beliebtes Mittel der Mnemotechnik, weil zur damaligen Zeit Analphabetismus weitverbreitet war. Bemerkenswert ist, dass die Figuren jeweils vor Teile der Initiale (Schäfte, Bögen) gestellt wurden, die Pose daher der Form der Schriftzeichen angepasst werden musste.
Die einzelnen Lagen haben verschiedenste Formate, die Seiten sind selbst innerhalb einer Lage verschieden beschnitten und ohne erkennbares System zusammengestellt. Die Forschung nimmt daher an, dass zumindest im ersten Jahrhundert nach Entstehen der Zeichnungen die Vorlagen Malern und Zeichnern je nach Bedarf einzeln gegeben wurden und erst gegen Ende des 16. Jahrhunderts als Buch in seiner heutigen Form zusammengestellt wurden.
Die Zeichnungen und Malereien zeigen Grassis große Phantasie in der Gestaltung der dekorativen Bordüren und Friese, seine Vorliebe für Naturmotive, lebhafte Darstellungen von Wild- und Haustieren (darunter Schafe, Löwen, Strauße, Stachelschweine, Affen), Skizzen mit menschlichen Figuren in verschiedenen Alltagssituationen (z.B: Frauen beim Leierspiel oder beim Lesen), detailliert wiedergegebene Landschaften, sowie Blumen und heraldische Embleme.
Das Musterbuch von Grassi gilt als eines der Hauptwerke der Miniaturmalerei der italienischen Spätgotik und ist ein einflussreicher Vorläufer der sehr realistischen Miniaturen des lombardischen „Tacuinum sanitatis“ (das lombardische Tacuinum sanitatis befindet sich heute in der französischen Nationalbibliothek in Paris). Eine dieser Darstellungen, Hunde die ein Wildschwein jagen, findet sich beispielsweise direkt wieder bei den Limburg-Brüdern in der Miniatur des Monats Dezember aus ihrem berühmten spätgotischen Stundenbuch „Très Riches Heures“ für den Herzog von Berry.
Nur die ersten sieben Blätter können jedoch mit einiger Sicherheit Grassis eigener Hand zugeschrieben werden. Die anderen stammen aus den ersten beiden Jahrzehnten des 15. Jahrhunderts. Sie sind teilweise Kopien von Vorbildern und wohl zum einen verschiedenen Mitarbeitern seiner Werkstatt zuzuschreiben, zu der wahrscheinlich auch sein Bruder und sein Sohn Porrino Salomone zählten, zum anderen seinen direkten Nachfolgern. Einer der bedeutendsten Schüler aus Grassis Werkstatt war Michelino da Besozzo. Laut Maria Grazia Recanati datiert auch das Alphabet um etwa 1410 und zeigt zumindest den Einfluss oder gar die Hand eines Künstlers, der mit dem Notnamen Meister des Stundenbuchs von Modena bezeichnet wird (oft identifiziert als Tomasino da Vimercate, 1390–1415, der für den Hof der Visconti tätig war und Ende des 14. Jahrhunderts in der Werkstatt von Giovannino de’ Grassi gearbeitet hatte).
Der Verbleib der Musterskizzen im späten 15. und frühen 16. Jahrhunderts ist nicht geklärt. Aufgrund eines Vermerkes im Buch wird vermutet, dass es in Besitz der Familie L’Olmo (oder Lolmo) gelangte, die im späten 16. Jahrhundert als Kalligraphen in Bergamo arbeiteten. Später kam es in Besitz der Familie Licinio und danach von Alessandro Tassi (1691–1771). Nach dessen Tod besaß es Graf Leonino Secco Suardo. Dieser Gelehrte war Mitarbeiter der Handschriften-Katalogisierung der Bibliothek von Bergamo (heute Biblioteca Civica Angelo Mai) und schenkte es dieser 1845. Das Musterbuch des Giovannino de’ Grassi ist die bekannteste und wertvollste Handschrift der Bibliothek. 1997 wurde es restauriert und kurz danach eine Faksimile-Ausgabe herausgegeben (Signatur: Cassaf. 1.21).

### Weitere Zuschreibungen
Der Werkstatt von Giovannino de’ Grassi bzw. ihrem Umkreis werden aufgrund naturalistischer Darstellungsweise und der maltechnischen Eigenheiten, Farbe, bzw. Ornamentik die Mitarbeit an weiteren Werken der Buchmalerei der italienischen Spätgotik bzw. Frührenaissance zugeschrieben. Dazu gehören:
- die 24 Frontispize zur alphabetisch geordneten Historia Plantarum, dem Ende des 14. Jahrhunderts entstandenen Herbarium des deutsch-böhmischen Königs Wenzel IV. (1361–1419), ein insgesamt mit über 600 Miniaturen auf 295 Blättern ausgestattetes Kompendium der Pflanzenheilkunde (heute Ms 459 in der Biblioteca Casanatense, Rom). Ein weiteres Indiz sind die enge Beziehungen, die Gian Galeazzo und König Wenzel unterhielten. Das Herbarium ist vermutlich ein Geschenk von Gian Galeazzo an den König.
- ein Tacuinum sanitatis, entstanden um 1380 (Universitätsbibliothek Lüttich, Ms. 1041)
- ein weiteres Tacuinum sanitatis, entstanden kurz vor 1400 (Französische Nationalbibliothek, Paris, Ms. lat. nouv. acq. 1673)
- mindestens eine Miniatur aus dem Hausbuch der Familie Cerruti (Spargelpflücker), entstanden im späten 14. Jahrhundert (Österreichische Nationalbibliothek, Wien)
- die meisten Illustrationen im Codex Astensis (auch De Malabayla genannt; italienisch: Codice d'Asti), einer im 14. Jahrhundert entstandenen Chronik der Region um Asti.
- Stundenbuch der Isabella von Kastilien (Königliche Bibliothek der Niederlande)

## Faksimiles und Nachdrucke
- Taccuino di disegni di Giovannino De Grassi. Bibliotheca Civica „Angelo Mai“ di Bergamo Cassaf. 1.21. Il Bulino ed. d’arte, Modena 1998

1. Faksimile der Ausgabe von 1398.
2. Maria G. Vaccari: Commentario al codice.

- - deutsche Übersetzung: Das Musterbuch des Giovannino de Grassi. Biblioteca Civica „Angelo Mai“, Bergamo, Cassaf.1.21. Faksimile-Verlag, Luzern 1998, ISBN 3-85672-070-7

1. Faksimile der Ausgabe von 1398.
2. Giulio O. Bravi: Kommentar zum Codex.

- Giovannino de Grassi: Taccuino di desegni (Monumenta Bergomensia, Band 5), Monumenta Bergomensia, Bergamo 1961.